# Cross Hill
Cross Hill – miasto w Stanach Zjednoczonych, w stanie Karolina Południowa, w hrabstwie Laurens.